# Меденицька селищна рада
Меденицька селищна рада - орган місцевого самоврядування в Дрогобицькому районі, Львівської області, утворена внаслідок реформи у 1959 р. Існувала до реформи децентралізації у 2018 р. Опісля була утворена Меденицька селищна об'єднана територіальна громада зі змінами у 2020 році.

## Адміністративний центр
- смт. Меденичі

## Загальні відомості
Історична дата утворення : 1959 р.

## Населені пункти
До складу ради входило селище міського типу Меденичі

## Склад ради
Рада складається з 27 депутатів та голови.

### Керівний склад ради
Примітка: таблиця складена за даними джерела